# Beaver Harris
William Godvin "Beaver" Harris (20. april 1936 i Pittsburgh, Pennsylvania – 22. december 1991 i New York, USA) var en amerikansk jazztrommeslager. 
Kom til New York i 1963 , og fik hjælp og støtte af Max Roach til at komme ind i jazzmiljøet dér. Han begyndte at involverer sig i avantgardemiljøet, og spillede en del med saxofonisten Archie Shepps orkestre. Han begyndte også at spille med saxofonisten Albert Ayler og pianisten Cecil Taylors Freejazz grupper. 
I 1974 formede han worldmusicorkestret The 360 Degree Music Experience, som rummede mange prominente musikere som bassisterne Buster Williams, Cameron Brown, Ron Carter og Jimmy Garrison, saxofonisten Ricky Ford og pianisten Don Pullen, og mange flere. Harris har desuden spillet og indspillet med Dexter Gordon, Joe Henderson, Freddie Hubbard, Clifford Jordan, Howard Johnson, Lee Konitz, Thelonius Monk, Sonny Rollins, McCoy Tyner, Sonny Stitt, Clark Terry, Chet Baker, og Larry Coryell, og mange flere.